# Ognjen Sokolović
Ognjen Sokolović (ur. 12 czerwca 1963 w Sarajewie) – bośniacki bobsleista.

## Kariera
Ognjen Sokolović trzykrotnie uczestniczył na zimowych igrzyskach olimpijskich (1984, 1992 i 1998). Na swoich pierwszych igrzysk, w 1984, Sokolović wchodził w skład reprezentacji Jugosławii. Podczas tych igrzysk wziął udział w jednej konkurencji bobslejów: czwórki mężczyzn, gdzie uzyskał 23. miejsce. Na kolejnych igrzyskach, w 1992 po raz kolejny reprezentował Jugosławię. Tym razem wziął udział w dwóch konkurencjach bobslejów: dwójki mężczyzn, gdzie uzyskał 34. miejsce oraz czwórki mężczyzn, gdzie uzyskał 24. miejsce. Na swoich ostatnich igrzyskach, w 1998, Sokolović reprezentował Bośnię i Hercegowinę. Podczas tych igrzysk uczestniczył w jednej konkurencji bobslejów: dwójki mężczyzn, gdzie uzyskał 31. miejsce.
Jego brat Zoran Sokolović startował w bobslejach na zimowych igrzyskach olimpijskich w 1984 (w barwach Jugosławii), 1994 i 1998 (w barwach Bośni i Hercegowiny).